# 青荚叶
青荚叶（学名：Helwingia japonica）为青荚叶科青荚叶属下的一个种。

## 扩展阅读
- 維基物種上的相關：青荚叶